# United 300
United 300 ist ein US-amerikanischer Kurzfilm aus dem Jahr 2007, der in Anspielung auf die beiden Filme 300 und Flug 93 (United 93) produziert wurde. Bei den MTV Movie Awards 2007 wurde United 300 als Gewinner in der Kategorie Beste Parodie (Spoof) ausgezeichnet.
Für einen Kurzfilm verwendet United 300 bemerkenswerte Spezialeffekte, so zum Beispiel das Drehen vor Greenscreen und die gehobene Ausstattung. Der Film wurde in fünf Stunden gedreht und hatte ein Filmbudget von 1.000 US-Dollar. Das Abspannlied Everybody Loves a Muscle Boi stammt von Jinx Titanic.

## Handlung
Der Film zeigt auf amüsante Weise, wie ein Passagierflugzeug während des Fluges von deutschen Terroristen gekapert wird, die das Flugzeug nach Deutschland bringen wollen. Doch dann stellt sich Leonidas mit seinen Spartiaten in den Weg, um dies zu verhindern. Während sich die Spartiaten und Terroristen nun, umgeben von gelangweilten Passagieren, bekämpfen, stellt sich schließlich heraus, dass Jerxes hinter alledem steckt, der die Terroristen von der Bordtoilette aus befehligt. Dort kommt es zwischen Leonidas und Jerxes zum Zweikampf.